# 孙记包子
孙记包子，是中华人民共和国山西省大同市的一个餐饮品牌、三晋老字号。

## 沿革
1999年，孙记包子建立，并于2001年在大同市开设中餐厅。2004年，在新胜里开分店。2010年公司在大同操场城西街开设连锁店。2019年5月，山西省商务厅公示了首批“三晋老字号”名单，其中包括孙记包子通过审核进行公示。2019年12月，大同市城区魏东孙记包子明堂里店、孙记包子董事长孙长富荣获“全国先进个体工商户”称号。